# Andrea Mancino
Andrea Mancino (Lombardia, seconda metà XV secolo – inizio XVI secolo ...) è stato uno scultore italiano.

## Biografia
A causa della scarsità delle fonti inerenti alla sua bibliografia, risulta difficoltoso definire un profilo artistico di Andrea Mancino (indicato talvolta dalle fonti come Andrea "Mangino"). Presente già nel 1487 tra gli scalpellini annoverati nell'elenco della corporazione dei "magistri marmorarii" all'interno del "Privilegium pro marmorariis et fabricatoribus", stilato in Palermo il 18 settembre dello stesso anno con il fine di stabilire le norme atte a regolamentare l'attività dei numerosi artisti stranieri operanti in città.
Fu collaboratore del più noto scultore Domenico Gagini, con il quale partecipò ad introdurre le innovazioni rinascimentali già diffuse nel resto della penisola italiana, e, già nel 1491, ne risultava socio. In seguito alla morte del maestro, figura spesso nei documenti insieme a Giovannello Gagini, con il quale ribadiva nelle proprie opere le appartenenze formali all'arte di Domenico.
Esecutore di opere d'arte sia sacra che profana, spaziò da monumenti celebrativi a quelli commemorativi; Gioacchino Di Marzo, nella sua opera sui Gagini e la scultura in Sicilia nei secoli XV e XVI (1880-83), indica, riferendosi alla produzione dell’”oriundo lombardo” nell’isola, la presenza di documenti di vendita i quali attestano che, insieme a Gabriele di Battista, scolpì colonne e capitelli per la dimora di Francesco Abatelli, Maestro Patrono del Regno, e per il palazzo in costruzione del maestro Matteo di Carnevale (1488).
A causa dell'ipotesi avallata da Di Marzo, spinto dall'omonimia tra i due, si è creduto a lungo in una possibile parentela con il carrarese Giuliano Mancino, anch'esso attivo sull'isola a cavallo tra il XV e il XVI sec. Questo ha portato diversi studiosi ad indicare erroneamente Andrea Mancino anch'esso come carrarese.
Parecchie opere autografe sono presenti nel comprensorio dei Nebrodi, Agrigento, Palermo, Termini Imerese.

## Opere

### Provincia di Agrigento

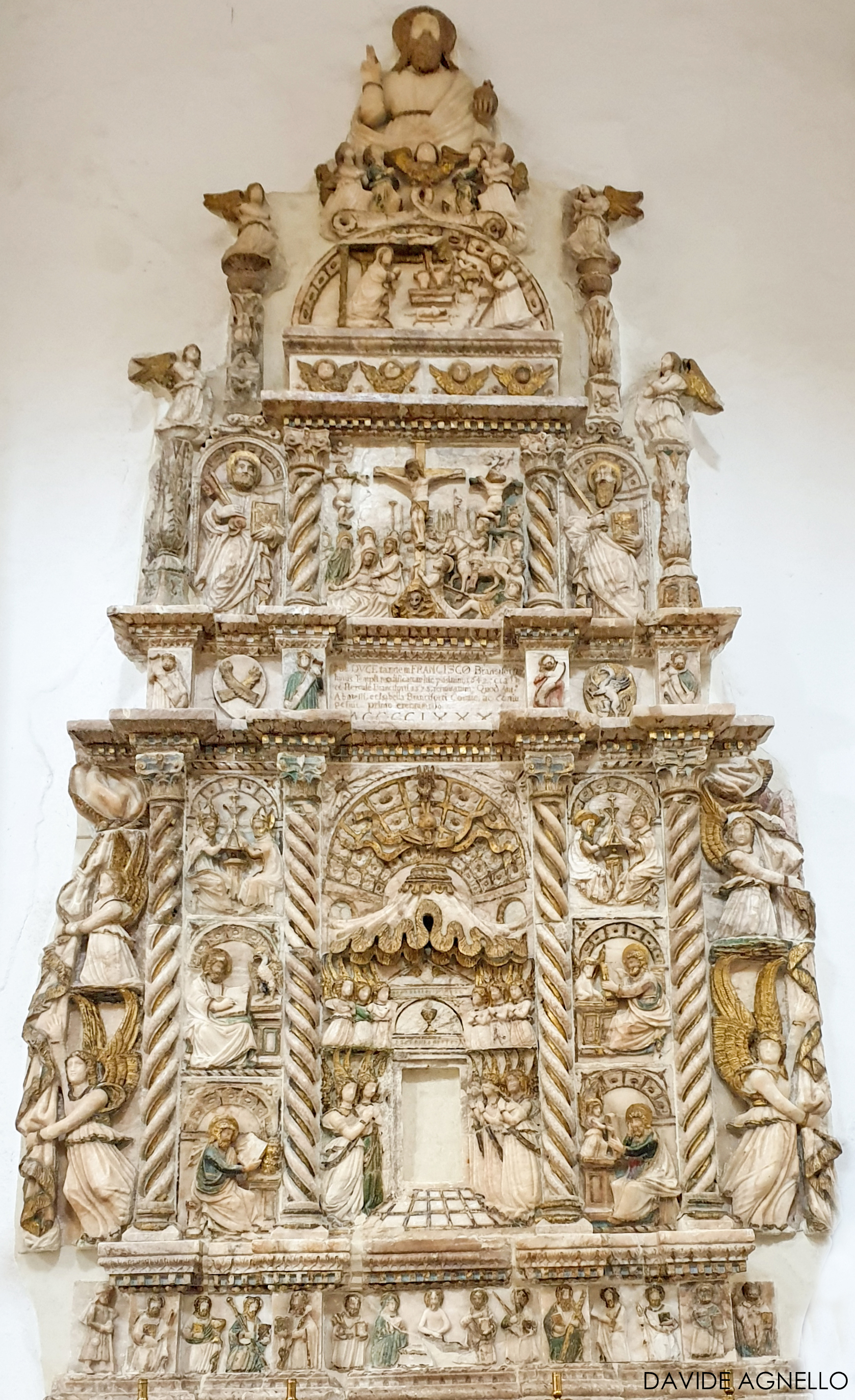
Ciborio, duomo di San Nicola di Bari di Cammarata.

- 1493, Sepolcro, manufatto marmoreo, commissione di monumento funebre per Gaspare de Marinis, realizzato in collaborazione con Giovanni Gagini, unica opera documentata. Attività limitata all'esecuzione della decorazione frontale, ovvero i putti che sorreggono l'iscrizione, mentre il coperchio con la figura del defunto giacente e l'arco con le figure della Madonna col Bambino, San Girolamo e San Gerlando, apparterrebbero all'altro scultore. Opera custodita nella cattedrale di San Gerlando di Agrigento.[1]
- 1490, Ciborio, manufatto marmoreo eseguita in collaborazione con Antonio Vanella, opera custodita nel duomo di San Nicola di Bari di Cammarata.[2]

### Provincia di Enna
- 1489 - 1490, Portico, manufatto marmoreo, commissione in collaborazione con Gabriele di Battista, cattedrale di San Nicolò di Nicosia, Enna.[3]
- 1497 - 1499, Ciborio, manufatto marmoreo realizzato in collaborazione con Antonio Vanella, manufatto decorato da rilievi con scene della Passione di Cristo, figure di profeti, angeli, San Pietro Apostolo, San Paolo Apostolo e l'Annunciazione. Opera custodita nella cattedrale di San Nicolò di Nicosia.[4]

### Provincia di Messina
- 1495, Sancta Maria di Loreto nota come Madonna dei Miracoli dopo il 1618 a Mistretta, attribuzione.
- XV secolo, Madonna della presentazione, in collaborazione con Gabriele di Battista, cattedrale di San Pancrazio di Taormina.

### Provincia di Palermo
- 1499, Madonna della Grazia, statua marmorea, eseguita in collaborazione con Antonio Vanella; nello scanello le raffigurazioni della Nascita di Gesù e lateralmente dell'Annunciazione. Opera custodita nel duomo di San Giorgio Martire di Caccamo.
- 1488, Madonna con bambino, statua marmorea, opera custodita nella Cappella baronale del Castello La Grua Talamanca di Carini.[5]
- 1489, Tabernacolo, manufatto marmoreo, commissione in collaborazione con Domenico, Giovanni Gagini e Giorgio da Milano; opera custodita nella Cappella del Sacramento della basilica di San Pietro di Collesano.
- 1496, Portale, manufatto marmoreo, commissione in collaborazione con Giovanni Gagini. Il portale sormontato dalla croce, presenta sull'architrave tre medaglioni con le raffigurazioni dell'Annunciazione ai lati e l'Eterno Padre al centro. La Madonna col bambino attorniata da angeli sovrastata dei cherubini, è delimitata da due colonnine scolpite alla cui basi sono rappresentati la Creazione di Adamo ed Eva e il Peccato originale. Opera custodita nella chiesa di Santa Maria La Porta di Geraci Siculo.

#### Palermo
- 1488, Colonnato realizzato in collaborazione con Gabriele di Battista e diretto dal maestro Matteo Carnilivari, manufatto di 14 colonne e capitelli presente nel chiostro del convento di San Francesco d'Assisi.[6]
- 1488, Colonnato realizzato in collaborazione con Gabriele di Battista e diretto dal maestro Matteo Carnilivari, manufatto di 54 colonne e capitelli presente nel Palazzo Abatellis.[7]
- 1491, Colonnato realizzato in collaborazione con Gabriele di Battista e diretto dal maestro Matteo Carnilivari, manufatto presente nel Palazzo Aiutamicristo.

#### Termini Imerese
- 1494, Natività o Presepe, gruppo statuario marmoreo raffigurante la Sacra Famiglia: Madonna, Bambino e San Giuseppe. Collaborazione con Francesco Li Mastri autore del rifacimento della figura di San Giuseppe, commissione del 1516 - 1517 verosimilmente sostituzione mai effettuata. Opere presenti nella chiesa di Maria Santissima dell'Annunziata.[8]

### Provincia di Trapani
- XV secolo, Annunciazione e Agnus Dei, manufatti marmorei, attribuzione, opere custodite nella cattedrale di San Tommaso di Canterbury di Marsala.
- 1491, Madonna di Loreto, Gruppo scultoreo di Madonna con Bambino situato entro la chiesa di San Francesco d'Assisi di Marsala. Un documento relativo alla commissione dell'opera indica Mancino quale "socio" di Domenico Gagini, impegnatosi ad eseguire la scultura "pro parte magistri"[9].